# Роббі Гонсалес
Роббі Гонсалес (англ. Robby Gonzales; 8 квітня 1996) — американський боксер.

## Аматорська кар'єра
На чемпіонаті світу 2021 став чемпіоном.
- В 1/16 фіналу переміг Сачина Кумара (Індія) — 4-1
- В 1/8 фіналу переміг Оділжона Аслонова (Узбекистан) — 3-2
- У чвертьфіналі переміг Омурбека Бекжигита (Киргизстан) — 5-0
- У півфіналі переміг Владіміра Мірончикова (Сербія) — 3-2
- У фіналі переміг Олексія Алфьорова (Білорусь) — 3-2

2022 року, здобувши три перемоги, виграв Панамериканський чемпіонат.
На Панамериканських іграх 2023 програв в першому бою Крістіану Піналесу (Домініканська Республіка).
У березні і у травні 2024 року брав участь в ліцензійних турнірах до Олімпійських ігор 2024, але програв Андрею Чемезу (Словаччина) на першому турнірі та Вірапон Джонгжохору (Таїланд) — на другому.